# Holubí pošta (román)
Holubí pošta (1936, Pigeon Post) je šestý díl románového cyklu anglického spisovatele Arthura Ransoma o prázdninových dobrodružstvích dvou dětských sourozeneckých skupin, které se nazývají Vlaštovky a Amazonky, a jejich přátel.
V knize vystupují všichni doposud autorem představení hrdinové: Vlaštovky (John, Zuzana, Titty, Roger a Bridget Walkerovi), Amazonky (Nancy a Peggy Blackettovy) a sourozenci Dick a Dorotka Callumovi. Jedná se však tentokrát o příběh suchozemský. Naši hrdinové opouštějí vodu a vydávají se do hor hledat v opuštěných štolách naleziště zlata, přičemž spojení mezi jejich stanovým táborem a domovem jim zajišťuje holubí pošta. Táboří ve zdánlivě vyschlém kraji, kde se Titty podaří najít vodní pramen s pomocí proutkaření a pro zpracování zlata se snaží postavit vysokou pec. Příběh je i trochu detektivní, protože po vřesovišti se pohybuje podezřelá osoba, o které se nakonec dovídáme, že je přítelem kapitána Flinta.
Román patří k nejlepším z celého cyklu a Arthur Ransome za něj po zásluze získal jako první anglickou prestižní cenu za dětskou literaturu Carnegie Medal.

## Česká vydání
- Holubí pošta, Josef Hokr, Praha 1947, přeložil Štěpán Laner,
- Holubí pošta, SNDK, Praha 1964, přeložila Zora Wolfová, znovu Albatros, Praha 1977 a 2018 a Toužimský a Moravec, Praha 1998.